# Miloš Zeman
Miloš Zeman (Kolín, 28 settembre 1944) è un politico ceco, dal marzo 2013 al marzo 2023 presidente della Repubblica Ceca, primo con il suffragio universale diretto.
Presidente della Camera dei Deputati della Repubblica Ceca dal 1996 al 1998, e Primo ministro dal 1998 al 2002 come leader del Partito Socialdemocratico Ceco, nel 2009 ha fondato il Partito dei Diritti Civili.

## Biografia
Zeman è nato a Kolín. I suoi genitori divorziarono quando aveva due anni e crebbe con la madre, un'insegnante. Ha studiato in un liceo a Kolín, poi dal 1965 all'Università di Economia di Praga, laureandosi nel 1969.
Zeman si unì al Partito Comunista di Cecoslovacchia nel 1968, durante la Primavera di Praga, ma fu espulso nel 1970 a causa della sua opposizione all'invasione della Cecoslovacchia da parte del Patto di Varsavia. Fu licenziato dal lavoro e trascorse più di dieci anni lavorando per l'organizzazione sportiva Sportpropag (1971-84). Dal 1984, ha lavorato presso la società Agrodat, ma ha perso di nuovo il posto nel 1989, a seguito di un articolo critico che aveva scritto in Technický magazín nell'agosto 1989, intitolato "Prognostika a přestavba" (Previsione e Perestroika).

## Attività politica
Nell'estate del 1989, è apparso sulla televisione cecoslovacca criticando il cattivo stato dell'economia del Paese. Il suo discorso causò uno scandalo, ma le sue opinioni lo aiutarono a unirsi ai leader del Forum Civico pochi mesi dopo, durante la Rivoluzione di Velluto.
Nel 1990 Zeman divenne membro della Camera delle Nazioni dell'Assemblea Federale Cecoslovacca. Nel 1992 si candidò con successo alla Camera del Popolo dell'Assemblea Federale, già come membro della Socialdemocrazia Cecoslovacca (ČSSD), alla quale si unì lo stesso anno. Nel 1993 è stato eletto presidente del partito trasformandolo negli anni successivi in uno dei principali del Paese.
Il successo del ČSSD nelle elezioni legislative del 1996 gli permise di impedire al suo rivale Václav Klaus e al suo Partito Civico Democratico (ODS) di formare un governo di maggioranza. Zeman divenne presidente della Camera dei deputati e mantenne questo incarico fino alle elezioni anticipate del 1998.

### Primo Ministro
Nel 1998, ČSSD vinse le elezioni e Zeman divenne primo ministro di un governo di minoranza, che guidò per i successivi quattro anni. Nell'aprile 2001, è stato sostituito come leader da Vladimír Špidla. Zeman si ritirò e si trasferì a vivere in campagna nella regione di Vysočina. Ha vinto le primarie presidenziali nel 2002 per diventare il candidato ČSSD alla presidenza, ma ha perso le elezioni presidenziali del 2003 contro Václav Klaus, a causa della disunione del partito. Zeman divenne un critico esplicito dei leader del suo ex partito. Ha lasciato il ČSSD il 21 marzo 2007, a causa di conflitti con il leader e presidente del partito, Jiří Paroubek.
Nell'ottobre 2009 ha fondato un nuovo partito, il Partito dei Diritti Civili – Zemanovci. Il partito non ha vinto alcun seggio nelle elezioni legislative del 2010, 2013 o 2017.

### Presidente (2013-2023)
Nel febbraio 2012 Miloš Zeman ha annunciato il suo ritorno in politica e l'intenzione di candidarsi alle prime elezioni presidenziali dirette nella Repubblica Ceca. I sondaggi indicavano che era uno dei due candidati più forti alle elezioni, insieme a Jan Fischer. Zeman vinse di misura il primo turno delle elezioni e passò al secondo turno per affrontare Karel Schwarzenberg,v incendo con un margine più chiaro. Il suo mandato è iniziato nel marzo 2013.
Il consumo eccessivo di alcol di Zeman è diventato oggetto di discussione pubblica e attenzione dei media in diverse occasioni. Molti cechi credevano che fosse ubriaco durante le sue apparizioni al quartier generale della TV ceca, poco dopo la sua vittoria nelle elezioni presidenziali del 2013 e durante l'esposizione dei gioielli della corona boema. 

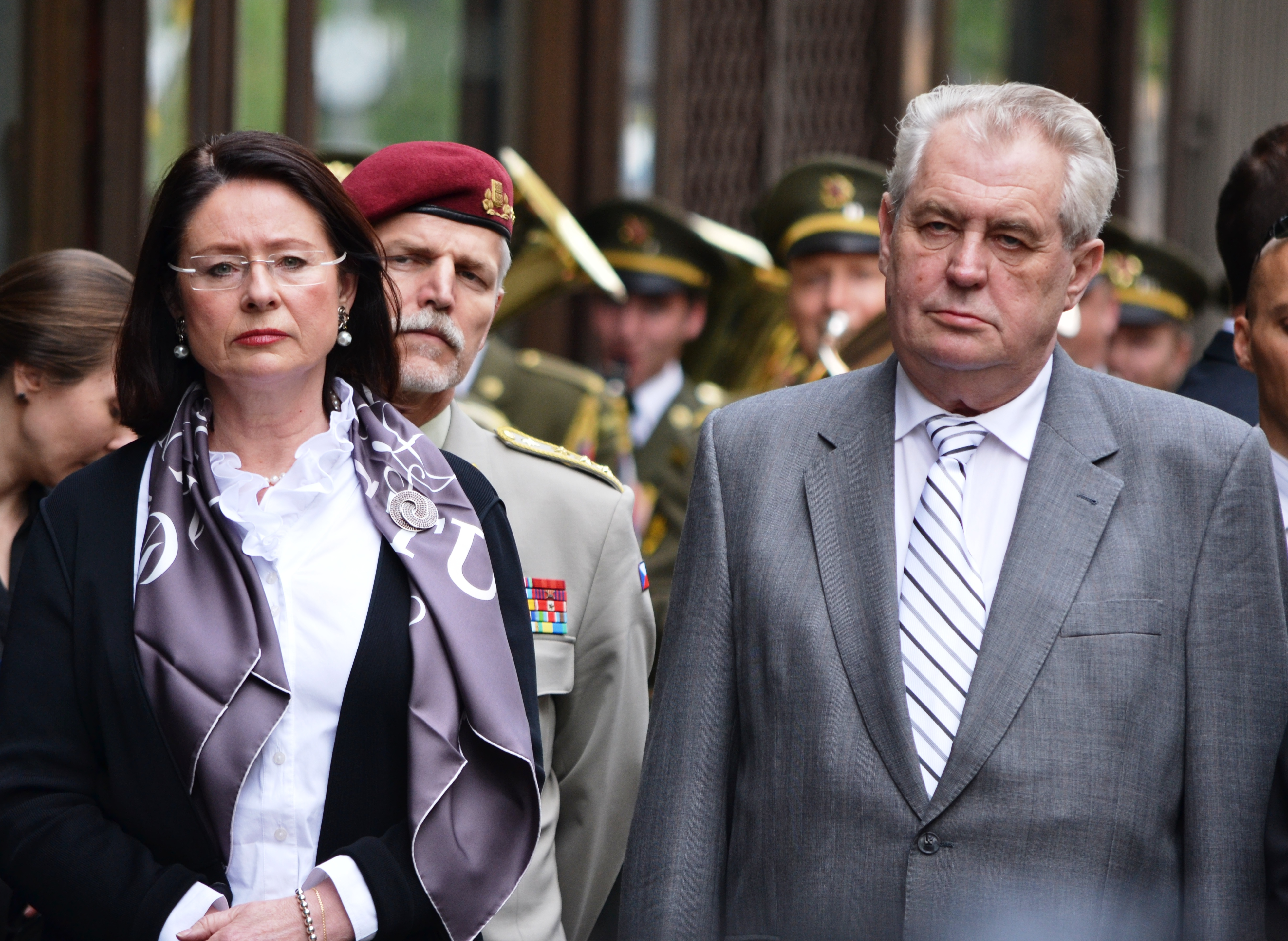
Zeman (a destra) e Miroslava Němcová, ex Presidente della Camera dei deuputati ceca (maggio 2013). Nel giugno 2013 il Partito Democratico Civile (partito di maggioranza nella coalizione governativa) la nominò per l'incarico di Primo Ministro della Repubblica Ceca; tuttavia Zeman rifiutò quella nomina e scelse un suo alleato e vecchio amico Jiří Rusnok.

Nel maggio 2013, Zeman ha rifiutato di concedere una cattedra di ruolo allo storico della letteratura Martin C. Putna, a causa dell'apparizione di Putna al Gay Pride di Praga del 2011.
Nel giugno 2013, il governo di coalizione guidato da Petr Nečas è crollato a causa di uno scandalo di corruzione e spionaggio. Zeman, ignorando l'equilibrio politico di potere nel Parlamento ceco, nominò il suo amico e alleato di lunga data Jiří Rusnok come primo ministro incaricandolo di formare un nuovo governo. Questo è stato descritto in alcune parti dei media cechi e stranieri come una presa di potere politico, minando la democrazia parlamentare. Il 10 luglio, durante la nomina del gabinetto di Rusnok, Zeman consigliò ai nuovi membri del gabinetto di non "lasciarsi infastidire dalle critiche dei media da parte di sciocchi gelosi che non hanno mai fatto nulla di utile nella loro vita". Il governo di Rusnok fu di breve durata e si dimise dopo aver perso un voto di fiducia.
Zeman ha svolto un ruolo importante in uno scandalo che si è verificato nell'ottobre 2013, poco dopo le elezioni legislative ceche. Il primo vicepresidente del ČSSD Michal Hašek e i suoi alleati nel partito hanno chiesto al presidente Bohuslav Sobotka di dimettersi a seguito dello scarso risultato elettorale del partito e lo hanno escluso dalla squadra che negozia il prossimo governo. Tuttavia, successivamente emerse che Hašek e i suoi alleati avevano partecipato a un incontro segreto post-elettorale con Zeman, dove si diceva che avessero negoziato un "colpo di stato" nel ČSSD. Hašek inizialmente ha negato le accuse, affermando alla televisione ceca che "non c'è stato alcun incontro". Tuttavia, i suoi alleati (i deputati Milan Chovanec, Zdeněk Škromach, Jeroným Tejc e Jiří Zimola) ammisero in seguito che l'incontro ebbe luogo. L'evento ha scatenato proteste pubbliche nel paese e alla fine ha portato Hašek a scusarsi e dimettersi dalla sua posizione nel partito. Zeman negò di aver avviato la riunione. Il suo Partito dei Diritti Civici – Zemanovci (SPOZ) ha ricevuto l'1,5% dei voti alle elezioni, senza ottenere seggi.
Il 6 aprile 2014, sulla scia dell'annessione della Crimea, Zeman ha chiesto un'azione forte, possibilmente includendo l'invio di forze NATO in Ucraina, se la Russia avesse cercato di annettere la parte orientale del paese. Parlando in un programma radiofonico ha detto che "nel momento in cui la Russia decide di allargare la sua espansione territoriale alla parte orientale dell'Ucraina, è lì che finisce il divertimento. Lì chiederei non solo le più severe sanzioni dell'UE, ma anche la prontezza militare dell'Alleanza del Nord Atlantico, come ad esempio le forze della NATO che entrano nel territorio ucraino". La Repubblica Ceca è membro della NATO dal 1999, quando Zeman era primo ministro. Nel sistema costituzionale ceco è il governo che ha la responsabilità principale della politica estera, sebbene il presidente sia comandante in capo delle forze armate. Il governo ČSSD di Bohuslav Sobotka ha resistito alle forti sanzioni dell'UE contro la Russia dopo l'annessione, a causa dell'impatto economico negativo che tali sanzioni avrebbero avuto sul paese.

#### Protesta contro Zeman

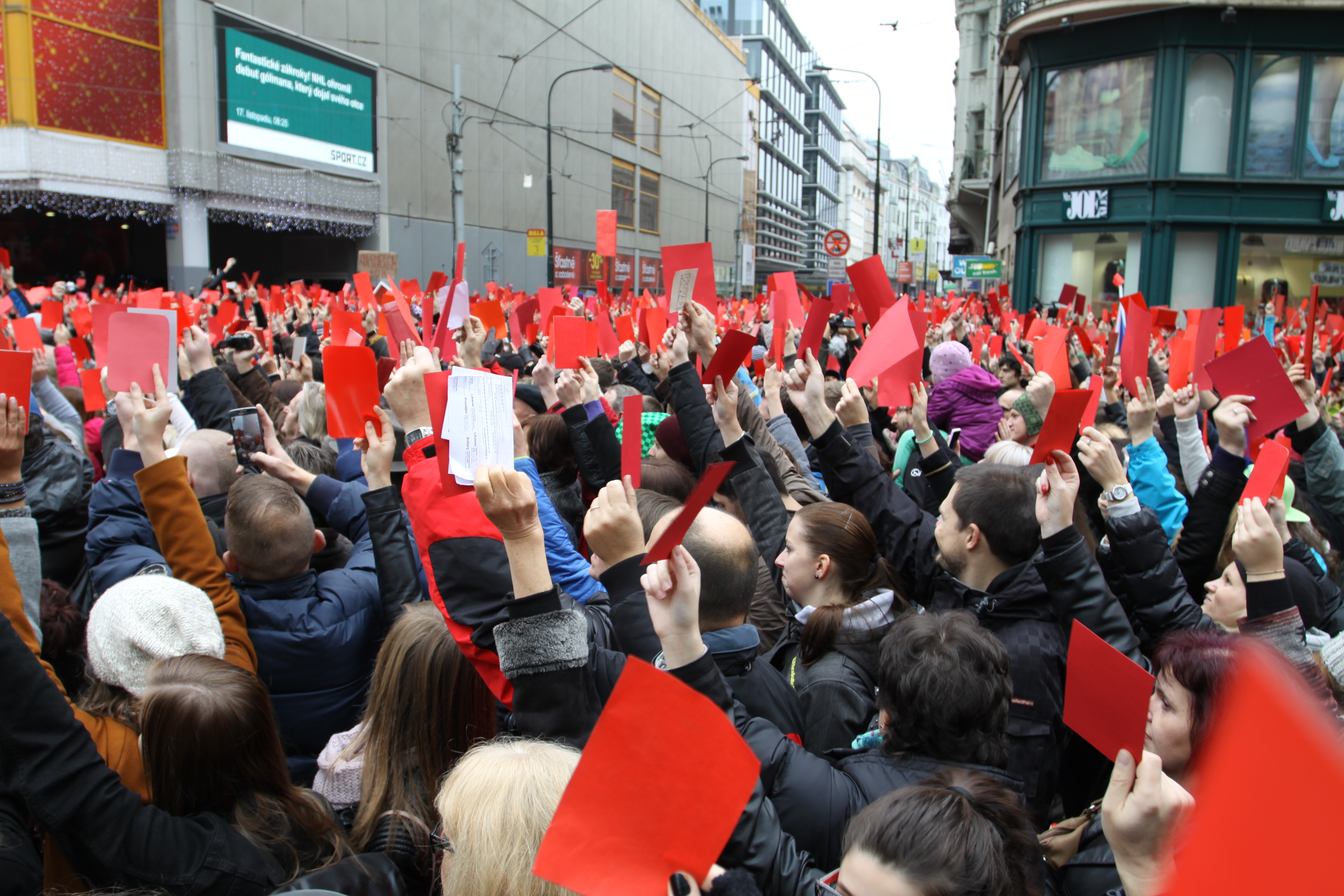
I cechi mostrano cartellini rossi nei confronti di Zeman durante la protesta chiamata "Desidero parlarti, signor Presidente", il 17 novembre 2014, il 25º anniversario della Rivoluzione di Velluto.

Nel novembre 2014, mentre i cechi celebravano il 25º anniversario della Rivoluzione di velluto del 1989 contro il regime comunista in stile sovietico, i festeggiamenti si trasformarono in un appello alle dimissioni di Zeman. Molti cechi credono che Miloš Zeman abbia tradito l'eredità di Václav Havel che ha aiutato la Cecoslovacchia e poi la Repubblica Ceca a diventare un campione dei diritti umani. I manifestanti vedono Zeman come troppo solidale con i regimi autoritari e troppo vicino alla Russia e alla Cina. Portavano cartellini rossi in stile calcio come avvertimento di espulsione a Zeman e gli lanciavano uova.

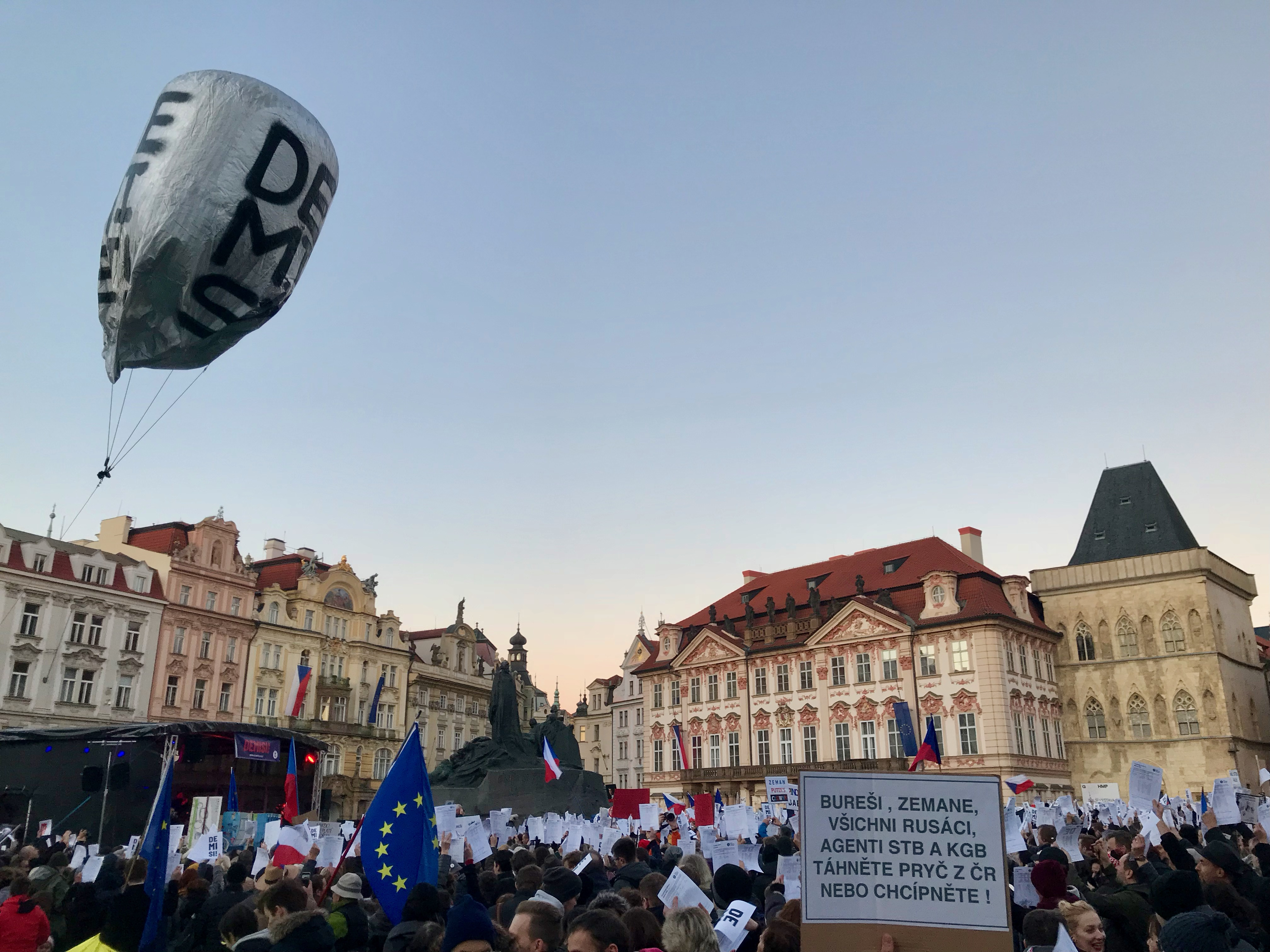
Proteste contro Zeman a Praga, 17 novembre 2018

Un sondaggio d'opinione condotto dall'agenzia CVVM nel marzo 2016 ha riportato che il 62% dei cechi si fidava del presidente Miloš Zeman rispetto al 55% del settembre 2015. A dicembre 2016, il suo indice di approvazione era sceso al 48% a seguito di una serie di scandali, con circa il 49% degli intervistati che ha dichiarato di non fidarsi di lui.
Il 9 marzo 2017, durante un incontro con i suoi sostenitori, Zeman ha annunciato la sua intenzione di ricandidarsi alla presidenza, confermando la sua decisione il giorno dopo in una conferenza stampa. Disse di essere stato persuaso dal sostegno del popolo. Ha dichiarato che non pensa di essere il favorito alle elezioni e che non gestirà una campagna politica, attaccherà i suoi rivali o parteciperà a dibattiti. Ha anche annunciato che avrebbe partecipato a un programma televisivo chiamato "Una settimana con il Presidente".
Il 26 marzo 2017, durante un'intervista radiofonica, Zeman ha dichiarato che qualcuno aveva inserito pornografia infantile su un computer nella residenza ufficiale. Zeman ha affermato di aver chiamato "ragazzi IT", che avevano scoperto che gli hacker provenivano dall'Alabama negli Stati Uniti. Più tardi, il portavoce di Zeman ha aggiunto che "il presidente, come ogni notte, ha cercato su Google il proprio nome su Internet e una delle pagine conteneva pornografia infantile". Secondo la polizia, non c'erano prove di un attacco di hacking sul computer di Zeman.
Zeman ha deciso di candidarsi per un secondo mandato e si è presentato alle Elezioni presidenziali in Repubblica Ceca del 2018. Gli osservatori hanno confrontato le elezioni con altre elezioni come le elezioni presidenziali statunitensi del 2016 e francesi del 2017, che hanno visto un internazionalista liberale e un populista di destra correre l'uno contro l'altro. Zeman vinse le elezioni con il 51,37% al secondo turno.
Il 25 luglio 2019, il Senato, per la prima volta nella storia della Repubblica Ceca, ha approvato e consegnato alla Camera dei deputati richieste di impeachment contro il presidente Zeman, relativi a otto casi in cui aveva presumibilmente agito in violazione della Costituzione, tra cui la sua inazione nel nominare e destituire ministri del gabinetto, interferenze in casi giudiziari, e agire contro gli interessi stranieri del governo ceco. La Camera dei deputati ha respinto l'incriminazione di Zeman il 26 settembre 2019 con solo 58 deputati che hanno votato per l'incriminazione su 120 voti necessari.

#### Ricoverato in ospedale
Il 10 ottobre 2021, il giorno dopo le elezioni legislative ceche del 2021, Zeman è stato ricoverato in ospedale, gettando in dubbio la tempistica per l'inizio dei colloqui di formazione del governo. Dopo otto giorni con quasi nessun dettaglio sulle condizioni di salute di Zeman dal suo portavoce Jiří Ovčáček né dal capo dell'ufficio del presidente Vratislav Mynář, il presidente del Senato Miloš Vystrčil ha dichiarato in una conferenza stampa di aver ricevuto un aggiornamento dall'Ospedale militare centrale (UVN) e dal medico capo del presidente Miroslav Zavoral che Zeman era "attualmente incapace di svolgere alcun compito di lavoro a causa della salute cagionevole".

## Vita privata

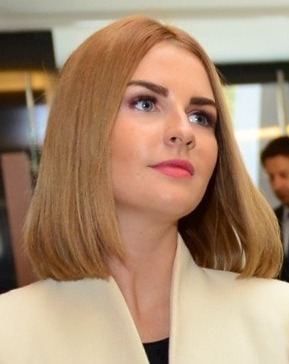
Kateřina Zemanová, la figlia di Miloš Zeman

Nel 1970, Zeman è stato sposato con Blanka Zemanová; la coppia divorziò nel 1978. Nel 1993 sposò la sua assistente Ivana Bednarčíková (nata il 29 aprile 1965).
Ha un figlio maschio di nome David, nato dal suo primo matrimonio. Dal secondo matrimonio è nata una figlia, Kateřina Zemanová,  uno dei volti più visibili nella squadra elettorale presidenziale di Zeman.  In un discorso post-elettorale, Zeman le ha chiesto di essere la sua "First Lady informale", poiché sua moglie è timida e non ama l'attenzione dei media.  Alla domanda sulle sue convinzioni religiose, si descrive come un "ateo tollerante".